# Tuuli (patrimoine mongol)
Le Tuuli mongol est composé d’épopées héroïques qui font entre plusieurs centaines et plusieurs milliers de vers
et peut être qualifié d'encyclopédie vivante des traditions mongoles orales. Les chants épiques sont accompagnés par de la musique mongole avec des instruments tels que le morin khuur, un violon à tête de cheval, et le luth tovshuur. « Le Tuuli mongol : épopée mongole » a été inscrit en 2009 par l'UNESCO sur 
la liste du patrimoine immatériel nécessitant une sauvegarde urgente car le nombre de formateurs et d’apprentis de cet art est en forte diminution.